# Кимутаи, Киплимо
Киплимо Кимутаи — кенийский легкоатлет, бегун на длинные дистанции. 
Выступал на чемпионате мира по полумарафону 2009 года, на котором занял 7-е место с результатом 1:01.31. 1 июня 2009 года на мемориале Фанна Бланкерс—Кун занял 2-е место в часовом беге, пробежав 20 797 метров — этот результат является рекордом Кении.

## Достижения
- 2008:  Гастингский полумарафон — 1:05.24
- 2008:  Боготинский полумарафон — 1:05.03
- 2012:  Гонолульский марафон — 2:14.15
- 2013:  Боготинский полумарафон — 1:05.15
- 2013:  Буэнос-Айресский полумарафон — 1:03.02
- 2014:  Боготинский полумарафон — 1:04.27